# 白心儀
白心儀，曾任東森新聞台《台灣1001個故事》主持人兼製作人、東森新聞台《地球的孤兒》主持人兼製作人。現任三立新聞台《台灣亮起來》、《SET Wildlife》主持人。

## 主持作品

### 現任節目主持
- 三立新聞台《台灣亮起來》主持人。（2023年5月14日－至今）
- 三立新聞台《SET Wildlife》系列報導 製作人&主持人（2024年4月28日－至今）

### 曾任節目主持
- 東森新聞台《台灣1001個故事》主持人兼製作人。（2009年6月～2023年4月）
- 東森新聞台《地球的孤兒》主持人兼製作人[1][2][3]。（2009年6月～2023年4月）
- TVBS新聞台《政治中心》資深記者。
- 中天新聞台《國際中心》資深記者。

## 獎項及提名

### 電視金鐘獎
| 年份   | 獲提名                     | 獎項                                             | 結果 |
| ------ | -------------------------- | ------------------------------------------------ | ---- |
| 2021年 | 《地球的孤兒：台灣的精靈》 | 第56屆金鐘獎金鐘獎自然科學及人文紀實節目主持人獎 | 提名 |

## 外部連結
- 台灣動保意識抬頭　牠們為何仍難逃一死？──《台灣的精靈》白心儀 （页面存档备份，存于）.太報.2021-08-23
- 《我在動物孤兒院看見愛》 保育危機 全球動起來 （页面存档备份，存于）.大雲時堂.2021-01-18